# Gai Ummidi Quadrat
Gai Ummidi Quadrat (en llatí Caius Ummidius Quadratus) va ser un magistrat romà que va viure a inicis de l'imperi.
Va ser governador de Síria al final del regnat de Claudi, cap a l'any 51 i a principis del de Neró, durant uns nou anys, fins a la seva mort l'any 60. Durant la seva administració va donar suport a Radamist per enderrocar el rei Mitridates d'Armènia, que Tiberi havia posat al tron i que els romans havien recolzat fins aquell moment, l'any 51 o 52. El 52 va anar a Judea i va posar fi als disturbis locals. Es diu que va enviar a l'emperador Claudi al procurator Pau Ventidi Cumà, o segons alguns el va condemnar ell mateix, i va protegir l'altre procurator Marc Antoni Fèlix que va ser absolt.
Durant el seu govern no va estar massa d'acord amb Corbuló en la seva política contra els parts (54 a 60). Segons una inscripció el seu nom complet era Gai Ummidi Durmi Quadrat (Caius Ummidius Durmius Quadratus) i havia estat anteriorment el legat de Cal·lígula a Lusitània. Era segurament el pare (o germà) de Ummídia Quadratil·la, morta en temps de Trajà.